# Манастир Крка
Манастир Крка налази се у Далмацији, између Книна и Шибеника (3,5 km источно од Кистања). Смештен је у кањону реке Крке и његова црква Светог Арханђела Михаила, подигнута је према предању у време краља Милутина, на месту где је апостол Павле држао проповед. У новије време се претпоставља да је манастир саградила Јелена Шубић, сестра цара Душана (помиње се 1350. године), а дограђиван је 1402. године.

## Прошлост
Манастиру Крка се први пут помиње 1345. године као задужбина кнегиње Јелене Немањић Шубић. У време турских упада, који се одвијају од средине XIV века, године 1480. порушен је манастир Драговић, а 1502. године опустошена је Крупа. Калуђери из ових манастира нашли су уточиште у манастиру Крка.
Осим података да је манастир Крка био уписан на једној географској карти коју је 1530. године изградио Италијан Матео Пагано, о манастирском животу с почетка XVI века нема других података.
Након поновне успоставе Пећке патријаршије 1557. године, православном црквом у Далмацији управљали су дабробосански митрополити. Митрополит Гаврило Аврамовић поставио је 1578. године игумана манастира Крке за егзарха (управника) целокупне далматинске православне цркве, која је у то време била у експанзији. То постаје правило и у следећем времену, тако да је од тада па до 1810. године манастир Крка остаје центар православља у Далмацији.
Манастир је 1926. посјетио патријарх српски господин Димитрије а 1929. Александар I Карађорђевић. У част њихових посјета постављена је информативна табла у дворишту манастира.

## Изглед
Црква је правоугаоне основе с кубетом и дугом припратом неправилног облика. Олтарски део је прошириван и остао је без полукружне апсиде. Испод олтара откривена је пећина са издуженим простором и гробовима у поду. На њу се испод јужног дела данашње велике цркве ослања старија једнобродна црква подигнута свакако поред испоснице која сведочи да су се ту већ у 17. веку подвизавали православни монаси. Црква је више пута обнављана.
Међу првим архимандритима манастира Крке били су Никанор Богуновић Скочић (1735–1792) и Саватије Васиљевић (1755–1809).
Манастир Крка је за све време свога постојања био најзначајнији духовни и културни центар православља у Далмацији. Почетком XVII века, у манастиру је основана најстарија српска школа за образовање свештеника. Данашња Богословија Св. Три Јерарха основана је 1966. године (са радом као двогодишња школа почела је 1964) заузимањем тада далматинског, а касније жичког епископа Стефана.

## Ризница манастира Крка
Ризница манастира Крка формирана је самим оснивањем манастира и најбоље показује историју овог манастира. Она је своје богатство прикупљала током дугих векова, па су у њу стигле бројне драгоцености из разних делова света као што су Јерусалим, Света Гора, српски крајеви, Венеција и царска Русија. Поседује преко 2000 експоната и предмета из 15. и 16 века. Драгоцености манастира Крке, по броју, уметничкој изради и историјском трајању убрајале су се у највредније ризничке целине Српске православне цркве, одмах после ризница манастира Хиландар, Дечана и Цетињског манастира.
Републички завод за заштиту споменика културе је објавио ревизију, конзервацију и санацију икона из ризнице манастира Крка.
- Антиминиси

Посебну целину у ризници представља збирка антиминиса. Они су углавном отиснути са дрворезних и бакрорезних плоча, а освећени од српских патријарха, митрополита и епископа од краја 17. до краја 19. века.
- Црквени текстил

У манастирској ризници биле су похрањене бројне архијерејске, свештеничке и ђаконске одоре украшене сребрним и златним нитнама. Међу црквеним текстилом посебно се издваја епитрахиљ Светог Саве који је 1842. године купио у манастиру Студеници калуђер Викентије Кнежевић.
- Портрети

У манастиру Крка налазила се читава галерија уметничких портрета црквених великодостојника распоређених у манастирској трпезарији, салону, ризници итд. На портретима су представљени углавном игумани и далматински епископи. Ту се налазио портрет архимандрита Неофита Његуша, рад Влаха Буковца из 1884. године. Један од најстаријих портрета јесте портрет Ј. Болгарина из 1771. године.
„Црква никад није била против уметности, нити то може бити, пошто је Бог као Створитељ света и космоса први и највећи уметник. Сликари и не чине ништа друго, него покушавају својом техником и својим сликарским умећем да открију и покажу ту лепоту“, епископ далматински Фотије.
- Иконе

Међу иконама овог манастира биле су бројна дела кретских, српских и руских иконописаца који су припадали времену од 16. до 20. века. Те иконе су радови знаних и незнаних иконописаца међу којима су радови Георгија Михалика, Спиридона Рома, Вука Сударевића итд.
Иконе су украшене сребрним оковима венецијанске израде из 1765. године.

## Књижница
Манастир поседује велику и богату библиотеку формирану још у време настанка манастира. Један од првих пописа библиотеке датира из 1844. године, а направио га је тадашњи архимандрит Стефан Кнежевић. Нови инвентар библиотеке написан је 1965. године и тада је забележено преко 4000 књига подељених у групе: старе рукописне књиге, старе штампане књиге, дела из 18. века и дела обављена до 1850. године. Манастирска библиотека такође поседује издања Српске књижевне задруге, издања САНУ, издања Матице српске итд. Посебно су заведени часописи, календари, новине, извештаји и књиге на страним језицима.
Од појединачних издања посебно треба истаћи више од 50 рукописних књига насталих у периоду од 13. до 18. века. Међу рукописним црквеним књигама посебно је важно Мокропољско четворојеванђеље, написано крајем 13. или почетком 14. века на пергаменту у духу старог српског језика.
У саставу библиотеке налази се доста страних и изузетно вредних штампаних књига. Међу таквим издањима налази се Октоих штампан на Цетињу 1494. године у штампарији Божидара Вуковића, а реткост представља Зборник Божидара Вуковића штампан 1536. године на пергаменту. Ова књига једини је познати зборник штампаних на пергаменту. Међу вредним књигама налазе се и дела Доситеја Обрадовића, Вука Караџића, Никодима Милаша, митрополита српског Михајила Јовановића итд. Такође треба споменути Патерик из 1346. године, назван „бугарски“, на чијим корицама стоји запис: “Сија Књига манастира Вилендара“.

## Манастирско гробље
На североисточном делу имања манастира налази се један простор у стени, тј ранохришћанска катакомба са доста гробова. Испод олтара откривена је пећина са издуженим простором и гробовима у поду где је по предању Свети апостол Павле проповедао Христову науку. На гробљу манастира Крка свој мир нашли су многи некадашњи игумани, монаси и епископи, а у сведочанствима се сазнаје како је манастир Крка био забележен географској карти коју је 1530. године израдио Матеј Пагано.

## Богословија
Од свог настанка манастир Крка је духовно, културно средиште свих Срба у Далмацији. Богословска школа отворена је још давне 1615. године и позната је као прва школа за свештена лица у српском народу. Ова школа позната као Богословија Света Три Јерарха током времена се затварала, премештала па поново отварала, у зависности од политичких и војних прилика у земљи. Једно време богословија је била премештена у Задар. Након кратког прекида она је обновила свој рад 1962. године, а од 2001. године поново ради у овом манастиру. Темељи за новоподигнуту зграду богословије освештани су 1985. године на дан Архангела Михаила. У темељ нове зграде узидан је по камен из Пећке Патријаршије, манастира Крке, Крупе, Драговића као и далматинских градова: Шибеника, Задра и Бенковца. Августа 2015. године, прослављено је 400 година постојања Богословије. Архијерејску литургију служио је патријарх Иринеј, уз присуство 11 епископа.

## Владике
Епископи Стефан Боца (1958–1978) и Николај Мрђа (1978–1992) веома су значајни јер у њихово време, после Другог светског рата следи духовна обнова манастира Крка. Године 1999. за епископа далматинског хиротонисан је јеромонах Фотије из манастира Ковиља, професор Богословије Светог Арсенија у Сремским Карловцима. За веома кратко време, захваљујући Светом архијерејском сабору и залагању епископа Фотија, поново је 2001. године отпочео рад Богословије Света Три Јерарха у манастиру Крки.
После Карловачког мира из 1699. намесник Филаделфијског епископа, под чијом је јурисдикцијом била православна црква у Далмацији, постао је Никодим Бусовић. Он је имао искушења са унијом, одолео јој је па је био гоњен. Послије избеглиштва и боравка на Светој Гори и Палестини, настанио се у манастиру Крки и ту је по у покојењу био сахрањен 1707.
Бројни крчки архимандрити били су намесници надлежних епископа, што је манастир Крку чинило и формалним духовним седиштем православних Далматинаца. Неки од њих су Никанор Рајевић, Никанор Богуновић.

## Архивска грађа
У манастиру Крка чувана је и богата архивска грађа. Чувани су разни документи на старословенском, грчком, латинском, италијанском, немачком и другим језицима који пружају податке о Светоарханђелском манастиру Крки, његовом братству и свему ономе што је за њега важно.
Кроз своју дугу и историјску прошлост овај манастир је био преписивачки центар, духовно средиште и место договора Срба из Далмације.
По сопственој одлуци, генерал ВРС Славко Лисица је крштен у манастиру Крка 12. августа 1994. године у тадашњој Републици Српској Крајини. Крштено име му је Ледимир.